# Călimani Nationalpark
Călimani Nationalpark (rumænsk: Parcul Naţional Călimani) er en nationalpark (et beskyttet område i IUCNs kategori II) i Rumænien. Det ligger i Călimani-bjergene på den nordlige side af de østlige Karpater, i distrikterne Mureș (45%), Suceava (35%), Harghita (15%) og Bistrița-Năsăud.
Nationalparken omfatter næsten udelukkende Călimani-bjergene, der er af vulkansk oprindelsemed et vulkankrater der er det største i Rumænien med en diameter på 10 kilometer. Blandt nationalparkens seværdigheder er bizarre klippeformationer som "De røde sten" ("Pietrele Roșii") eller "De 12 apostle" ("12 Apostoli").

## Flora
Floraen er meget artsrig og er en særlig attraktion for besøgende. Her finder vi mange sjældne plantearter som f.eks. allemandsharnisk (Allium victorialis), bjerganemone (Anemone narcissifolia) eller dværgprimula (Primula minima). Endemiske planter i nationalparken er: Fjer-knopurt (Centaurea phrygia), nelliken Dyanthus tenuifolius' og Ungarsk anemone (Hepatica transsilvanica).